# Grupa Poincarégo
Grupa Poincarégo – grupa izometrii zdefiniowanych w czasoprzestrzeni Minkowskiego. Grupa ta jest 10-wymiarową grupą Liego.
Generatorami grupy Poincarégo są elementy algebry Liego o następujących komutatorach:
{\displaystyle [P_{\mu },P_{\nu }]=0,}
{\displaystyle [M_{\mu \nu },P_{\rho }]=\eta _{\mu \rho }P_{\nu }-\eta _{\nu \rho }P_{\mu },}
{\displaystyle [M_{\mu \nu },M_{\rho \sigma }]=\eta _{\mu \rho }M_{\nu \sigma }-\eta _{\mu \sigma }M_{\nu \rho }-\eta _{\nu \rho }M_{\mu \sigma }+\eta _{\nu \sigma }M_{\mu \rho },}
gdzie:
{\displaystyle P_{\mu }} – generator infinitezymalnej translacji,
{\displaystyle M_{\mu \nu }} – generator transformacji Lorentza.
Pełna grupa Poincaré jest iloczynem półprostym dwóch podgrup:
- translacji w czasie,
- translacji w przestrzeni,
- transformacji Lorentza (grupy Lorentza).

Translacje tworzą grupę abelową, która jest podgrupą normalną grupy Poincaré.
Grupę Poincaré można wprowadzić poprzez rozszerzenie grupy Lorentza.
Zgodnie z programem z Erlangen geometrię czasoprzestrzeni Minkowskiego można zdefiniować jako geometrię, w której interwał czasoprzestrzenny jest niezmiennikiem transformacji grupy Poincarégo. Konsekwencją symetrii Poincarégo jest istnienie dodatkowych niezmienników: masy i całkowitego momentu pędu – stąd wynika m.in. istnienie spinu.
Grupa Poincarégo jest grupą symetrii każdej relatywistycznej teorii pola. Z tego powodu wszystkie cząstki elementarne są opisane za pomocą reprezentacji tej grupy.
Grupa została nazwana na cześć Henri Poincaré, jednego z twórców matematycznych podstaw teorii względności.

## Symetrie Poincaré
Do symetrii grupy Poincaré należą:
- translacje (tworzą abelową grupę Liego),
- obroty (tworzą trójwymiarową nieabelową grupę Liego),
- pchnięcia (boosty) – transformacje wiążące dwa układy, z których jeden porusza się względem drugiego, tzw. właściwe transformacje Lorentza.

Obroty i pchnięcia tworzą razem grupę Lorentza.